# Gino Marinuzzi
Gino Marinuzzi (Palermo, 24 de marzo de 1882-Milán, 17 de agosto de 1945) fue un director de orquesta y compositor italiano, particularmente asociado con las óperas de Wagner y el repertorio italiano.

## Biografía
Marinuzzi nació y estudió en Palermo, y empezó su carrera allí, dirigiendo los estrenos locales de Tristan und Isolde en 1909, y Parsifal en 1914. Posteriormente apareció en Roma y Milán, donde dirigió varios estrenos locales (mayoritariamente óperas de Wagner) y muchas recuperaciones de óperas raramente representadas, como Lucrezia Borgia, La straniera, Beatrice di Tenda y L'incoronazione di Poppea. En 1930 dirigió el estreno mundial de Lo straniero, de Ildebrando Pizzetti.
Hizo apariciones como director invitado en la Ópera de París, la Royal Opera en Londres, el Teatro Real de Madrid y la Ópera de Montecarlo, donde dirigió el estreno mundial de La rondine de Puccini, en 1917. Fue director artístico de la Chicago Opera Association de 1919 a 1921, y de la Ópera de Roma de 1928 a 1934.
Fue reconocido por su "gran estilo" heredero de la tradición postromántica.
Dejó una grabación de La forza del destino, de 1941, con Maria Caniglia, Galliano Masini, Carlo Tagliabue, Ebe Stignani, Tancredi Pasero, y Saturno Meletti.
Murió en Milán en 1945, a los 63 años.

## Legado
Su hijo Gino Marinuzzi Jr (1920 - 1996) fue también director y compositor de música para películas.

## Obras
Óperas:
- Barberina (Teatro Massimo, Palermo, 1903),
- Jacquerie (Teatro Colón, Buenos Aires, 1918)
- Palla de' Mozzi (La Scala, Milán, 1932).

Orquestal:
- Suite siciliana (1909)
- Sicania (1912)
- Sinfonia en La (1943)
- Preludio & Preghiera